# Darbnik
Darbnik (en arménien Դարբնիկ) est une communauté rurale du marz d'Ararat en Arménie. En 2008, elle compte 1 141 habitants.